# Bertsolaritza

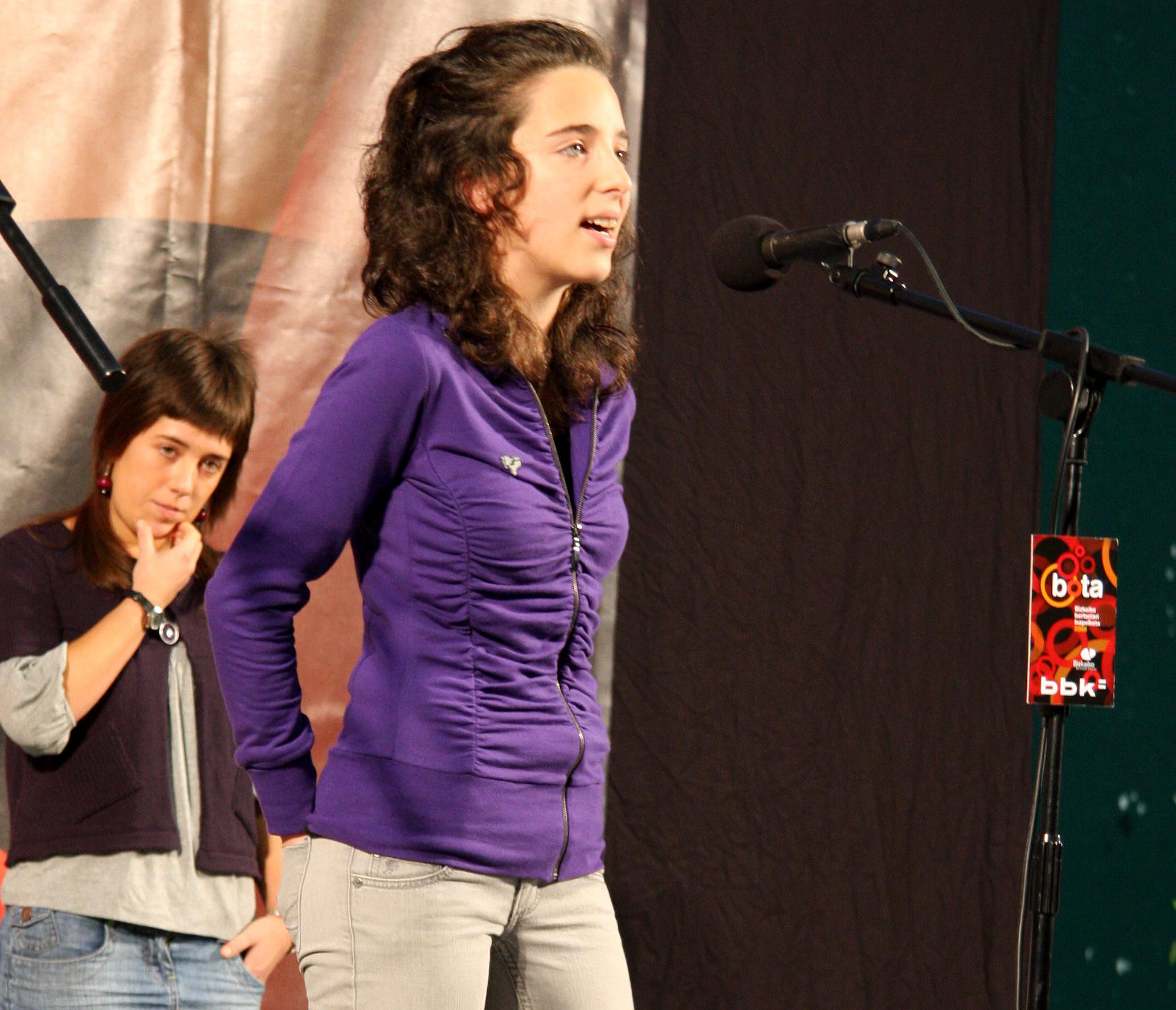
Bertsolarin Miren Amuriza framför en bertso.

Bertsolaritza (baskiskt uttal: [berˈts̺olaɾits̻a]) är en baskisk improviserad sång till olika melodier och rytmer. En sådan sång kallas bertso, medan personen som sjunger kallas bertsolari. Själva aktiviteten kallas bertsolaritza (på spanska och franska används ibland termerna versolarismo och bertsolarismo respektive bertsularisme, bertsolarisme och versification). Bertsolaritza framförs både på scener i organiserade mästerskap och hemmavid i privata sällskap.
Det finns flera olika versmått som de improviserade texterna kan följa. Fyra av de vanligast förekommande heter zortziko txiki "liten åtta", zortziko handi "stor åtta", hamarreko txiki "liten tia" och hamarreko handi "stor tia". Ett exempel på en zortziko txiki lyder:
| Aitorren izkuntz zarra |
| nai degu zabaldu       |
| munduaren aurrean      |
| gizonki azaldu         |
| baldin gure zainetan   |
| odolik badegu          |
| euskaldunak euskeraz   |
| itz egin bear degu.    |

Liknande musikgenrer från andra delar av världen är sydtysk Schnaderhüpfel, italiensk improvisatori och sardinsk mutu. Bertsolarin Fermin Muguruza har experimenterat med bertso-hop, inspirerad av hiphop, bland annat i gruppen Negu Gorriak.

## Källförteckning
1. ↑  ”What is bertsolaritza?” (på engelska). EKE. https://www.eke.eus/en/kultura/improvisation/what-is-bertsolaritza. Läst 3 juni 2024.
2. ↑  ”Zortziko handia eta Zortziko txikia” (på baskiska). EKE. https://www.eke.eus/eu/kultura/bertsularitza/bertsuaren-arauak/neurria/zortzikoa. Läst 3 juni 2024.
3. ↑  ”Negu Gorriak – Bertso-Hop”. www.discogs.com. https://www.discogs.com/release/1645684-Negu-Gorriak-Bertso-Hop. Läst 3 juni 2024.